# Спасов, Лука Семёнович
Лука́ Семёнович Спа́сов (7 февраля 1899, Средние Траки, Ядринский уезд, Казанская губерния — 31 декабря 1955, Чебоксары, СССР) — советский хозяйственный, государственный и военный деятель. Председатель СНК Чувашской АССР. Участник Первой мировой, Гражданской, Великой Отечественной войн. 

## Биография

### Происхождение
Родился в 1899 году в деревне Средние Тра́ки Ядринского уезда (ныне деревня Липовка Красноармейского района Чувашии). 
Окончил двухклассное училище (1914). Работал переписчиком в волостном правлении, в Ядринском уездном казначействе. 
С 1916 года — на хозяйственной, общественной и политической работе. После Октябрьской революции — секретарь Убеевского волостного исполкома Совета. Член РКП(б) с декабря 1918 года.
В 1919—1926 годах служил в РККА (в 1919—1922 гг. на Западном фронте).
В мае 1919 года снова призван в Красную Армию, в которой служил беспрерывно 8 лет. По возвращении в Чувашию некоторое время работал на профсоюзной работе. 

### На партийной и государственной работе
В 1927 году избран секретарём Чебоксарского горкома ВКП(б). В 1928—1931 годах народный комиссар земледелия Чувашской АССР. Дважды — с февраля 1931 года по март 1932 года, с сентября 1937 года по апрель 1940 года — занимал пост председателя Совнаркома Чувашской АССР (по другим данным пост Председателя СНК Чувашской АССР Спасов занимал в периоды с 12 февраля 1931 года по 26 февраля 1932 года и с 25 сентября 1937 года по 29 июля 1938 года). В 1932—1937 годах — заместитель председателя Исполнительного комитета Нижегородского / Горьковского краевого / областного Совета.
Избирался членом ЦИК СССР. Избирался депутатом Верховного Совета СССР 1-го созыва (избран 12 декабря 1937 года). Избирался депутатом Чувашской АССР.
В августе 1938 года был арестован, обвинялся по статье 58 (части 7, 8, 11) Уголовного кодекса РСФСР, находился под арестом в течение 1 года и 8 месяцев, ввиду недоказанности предъявленного обвинения, следствием был освобождён.

### Участие в Великой Отечественной войне
Во время Великой Отечественной войны в августе 1941 года записался добровольцем в действующую армию (будучи депутатом Верховного Совета СССР) (по другим данным — записался добровольцем 22 июня 1941 года). В бою за д. Быково 1 сентября 1941 года был тяжело ранен. В феврале 1942 года — батальонный комиссар, инструктор политотдела 1-й  Гвардейской стрелковой ордена Ленина дивизии Юго-Западного фронта, в декабре 1942 года — старший батальонный комиссар, заместитель по политической части начальника продовольственного отдела 62-й армии Сталинградского фронта, в сентябре 1944 года — гвардии подполковник интендантской службы, начальник трофейного отдела 8-й Гвардейской армии Первого Белорусского фронта. 

### После войны
В Советской Армии служил до мая 1948. В 1948 году Спасов Лука Семёнович ушёл в отставку в воинском звании полковника. В 1948–50 начальник управления промышленности строительных материалов при Совете Министров Чувашской АССР.
Умер в 1955 году, похоронен в Чебоксарах.

## Награды
- Орден Красной Звезды (дважды: февраль 1942, декабрь 1942) — за образцовое выполнение заданий Командования на фронте борьбы с немецкими захватчиками и проявленные при этом доблесть и мужество[6][2]
- Медаль «За оборону Сталинграда» (декабрь 1942)[7]
- Орден Отечественной войны II степени (сентябрь 1944)[7]
- Орден Отечественной войны I степени (июль 1944)[9]
- Орден Отечественной войны I степени (июнь 1945)[10].
- Медаль «За боевые заслуги»
- Медаль «За победу над Германией в Великой Отечественной войне 1941–1945 гг.»
- Медаль «За взятие Берлина»
- медали Польши

## Отзывы современников
Краевед А. И. Терентьев писал: 

В Отечественную войну он был полковником и находился рядом с нашим чебоксарским Героем Советского Союза генерал-полковником А.Н. Боголюбовым. Лука Семёнович был занят на гражданке в промышленности строительных материалов, намеревался развить шахтостроение сланцевых рудников на разъезде Буинск в Ибресинском районе.

## Память
- Именем Луки Спасова названа улица в Калининском районе Чебоксар (1991)[4].

## Семья и потомки
Был женат на крестьянке Фёкле Леоновне Ляденковой. Впоследствии у них родились трое детей. 
Внучка (одна из дочерей дочери Клары) — Партасова Наталия Юрьевна — председатель Кабинета Министров Чувашской Республики.